# ROCK ALBUM
『ROCK ALBUM』（ロック・アルバム）は、iLLの3枚目のアルバム。2008年8月6日発売。

## 解説
iLLの3枚目のアルバム。前作の「Dead Wonderland」から僅か5か月でのリリース。
アルバム制作は前作の制作開始から数ヶ月遅れで開始され、レコーディングも前年には終了していた。
ベーシストにナスノミツル、ドラマーに沼澤尚を迎え、中村の制作したデモテープを基にセッションで制作された。
前作までの実験的・前衛的な音作りから、メロディ、コード、ビートなどを意識したシンプルな作風になっている。
タイトルはアルバム制作の最後にいくつかの候補の中から「1番わかりやすい」という理由で決定した。
初回盤は紙ジャケット仕様。

## 収録曲
（全作詞・作曲：koji nakamura）
1. Cosmic Star - 6:35
2. Scum - 3:11
3. Merry Dance - 4:11
4. Moon Child - 5:37
5. Guitar Wolf Syndrome - 4:12
インストゥルメンタル。
6. Sad Song - 4:33
7. Love Is All - 3:59
8. Ginger - 6:16
インストゥルメンタル。
9. Fog - 5:29
10. Truth - 5:33
11. Space Rock - 7:47